# جاك كاتينغ
جاك كاتينغ (بالإنجليزية: Jack Cutting)‏ هو مخرج ورسام رسوم متحركة أمريكي، ولد في 19 يناير 1908 في نيويورك في الولايات المتحدة، وتوفي في 17 أغسطس 1988 في شمال هوليوود ‏ في الولايات المتحدة.

## وصلات خارجية
- جاك كاتينغ على موقع IMDb (الإنجليزية)
- جاك كاتينغ على موقع قاعدة بيانات الفيلم (الإنجليزية)